# Vaya Con Dios
Vaya Con Dios er en Pop-gruppe fra Belgien.

## Diskografi
- Vaya con dios (1988)
- Night owls (1990)
- Time flies (1992)
- Roots and wings (1995)
- The promise (2004)

| Musikgruppe | Spire Denne artikel om en musikgruppe er en spire som bør udbygges. Du er velkommen til at hjælpe Wikipedia ved at udvide den. |